# Theritas hemon
Theritas hemon is een vlinder uit de familie van de Lycaenidae. De wetenschappelijke naam van de soort werd als Papilio hemon in 1775 gepubliceerd door Pieter Cramer. De soort komt voor van Midden-Amerika tot het noorden van Brazilië en de Guyana's.

## Synoniemen
- Papilio acmon Cramer, 1775
- Thecla gispa Hewitson, 1865
- Thecla callirrhoe Goodson, 1945